# Kanyangwe (vattendrag)
Kanyangwe är ett vattendrag i Burundi.   Det ligger i provinsen Bubanza, i den västra delen av landet, 15 kilometer norr om huvudstaden Bujumbura.
Omgivningarna runt Kanyangwe är en mosaik av jordbruksmark och naturlig växtlighet. Runt Kanyangwe är det tätbefolkat, med 982 invånare per kvadratkilometer.